# Język kastylijski
Język kastylijski – średniowieczny język romański, który rozwinął się z dialektu kastylijskiego na Półwyspie Iberyjskim i stał się podstawą współczesnego języka hiszpańskiego (czasem nazywanego kastylijskim dla odróżnienia go od innych języków używanych w Hiszpanii).